# Дюнкеркский пакт
Дюнкеркский пакт — договор между Францией и Великобританией о союзе и взаимопомощи сроком на 50 лет, подписанный 4 марта 1947 года в городе Дюнкерке, нацеленный на укрепление европейской безопасности и предотвращение возможной агрессии со стороны Германии. Место подписания договора было выбрано не случайно: именно тут произошла в начале Второй мировой войны знаменитая Дюнкеркская операция. По словам американского политолога Марка Трахтенберга, немецкая угроза была предлогом к созданию оборонительного союза против СССР.
Подписанию Дюнкеркского пакта предшествовал отказ Франции от линии США и Британии по германскому вопросу: де Голль отказался присоединять французскую оккупационную зону к Бизонии. Однако такое отдаление Франции вызвало беспокойство в Британии. Возникли опасения, что Франция станет партнёром СССР в противовес США и Британии. К тому же без поддержки Франции Лондону было бы сложно не идти на постоянные уступки в диалоге с Вашингтоном.
Англо-французское соглашение 1947 года по сути стало моделью нового миропорядка в Европе, закреплённого год спустя Брюссельским пактом. До этого было 2 модели: европеистская и атлантическая. Первая заключалась в том, что безопасность в Европе — это дело самих европейцев, такой курс поддерживала Франция. Вторая модель, атлантическая, поддерживалась Великобританией. Суть её заключалась в том, что к безопасности в Европе должны также привлекаться США, ввиду недостаточности сил в самой Европе.